# Valeri Alekseïev
Pour les articles homonymes, voir Alekseïev.
Valeri Pavlovitch Alekseïev (en russe : Валерий Павлович Алексеев, ISO 9 : Valerij Pavlovič Alekseev, né le 22 août 1929 à Moscou (Union soviétique) et décédé le 7 novembre 1991 à Moscou (Union soviétique) est un paléoanthropologue soviétique. Il fut directeur de l'Institut d'archéologie de Moscou (1987-1991) et membre de l'Académie des sciences d'URSS.
En 1986, Alekseïev proposa de rattacher certains fossiles est-africains anciens attribués à Homo erectus à une nouvelle espèce nommée Homo rudolfensis.
Il est enterré au cimetière Piatnitskoïe, à Moscou.